# Championnat d'Afrique féminin de volley-ball
Le Championnat d'Afrique féminin de volley-ball existe depuis 1976, année au cours de laquelle le premier championnat a été organisé par l'Égypte.
Mais il a fallu attendre 9 ans pour que la Tunisie organise la seconde édition qui annonce le début d'une compétition régulière et très disputée en particulier entre les trois nations fortes de la discipline: le Kenya, l'Égypte et la Tunisie.

## Palmarès détaillé
| 1976 Détails | Port-Saïd     | Égypte     | TTR   | Tunisie  | Maroc      | TTR   | Algérie        |
| 1985 Détails | Tunis         | Tunisie    | TTR   | Égypte   | Cameroun   | TTR   | Algérie        |
| 1987 Détails | Rabat         | Tunisie    | 3 – 2 | Maroc    | Égypte     | TTR   | Algérie        |
| 1989 Détails | Port-Louis    | Égypte     | 3 – 0 | Maurice  | Madagascar | 3 – 1 | Kenya          |
| 1991 Détails | Le Caire      | Kenya      |       | Égypte   | Cameroun   |       | Ghana          |
| 1993 Détails | LIovin        | Kenya      | 3 – 0 | Égypte   | Nigeria    |       | Cameroun       |
| 1995 Détails | Nairobi       | Kenya      |       | Nigeria  | Tunisie    |       | Angola         |
| 1997 Détails | Le Caire      | Kenya      |       | Nigeria  | Angola     |       | Afrique du Sud |
| 1999 Détails | Lagos         | Tunisie    | TTR   | Cameroun | Nigeria    | TTR   | Guinée         |
| 2001 Détails | Port Harcourt | Seychelles | 3 – 0 | Nigeria  | Cameroun   | TTR   | Afrique du Sud |
| 2003 Détails | Nairobi       | Égypte     | 3 – 1 | Kenya    | Cameroun   | 3 – 1 | Algérie        |
| 2005 Détails | Abuja         | Kenya      | 3 – 1 | Nigeria  | Égypte     | 3 – 2 | Tunisie        |
| 2007 Détails | Nairobi       | Kenya      | 3 – 0 | Algérie  | Tunisie    | 3 – 1 | Égypte         |
| 2009 Détails | Alger         | Algérie    | TTR   | Tunisie  | Cameroun   | TTR   | Sénégal        |
| 2011 Détails | Nairobi       | Kenya      | 3 – 1 | Algérie  | Égypte     | 3 – 2 | Sénégal        |
| 2013 Détails | Nairobi       | Kenya      | TTR   | Cameroun | Tunisie    | TTR   | Sénégal        |
| 2015 Détails | Nairobi       | Kenya      | 3 – 0 | Algérie  | Cameroun   | 3 – 2 | Sénégal        |
| 2017 Détails | Yaoundé       | Cameroun   | 3 – 0 | Kenya    | Égypte     | 3 – 0 | Sénégal        |
| 2019 Détails | Le Caire      | Cameroun   | 3 – 2 | Kenya    | Sénégal    | 3 – 0 | Égypte         |
| 2021 Détails | Kigali        | Cameroun   | 3 – 1 | Kenya    | Maroc      | 3 – 0 | Nigeria        |
| 2023 Détails | Yaoundé       | ' Kenya    | 3 – 0 | Égypte   | Cameroun   | 3 – 1 | Rwanda         |

## Tableau des médailles
| Rang  | Nation     | Or | Argent | Bronze | Total |
| ----- | ---------- | -- | ------ | ------ | ----- |
| 1     | Kenya      | 10 | 4      | 0      | 14    |
| 2     | Égypte     | 3  | 4      | 4      | 11    |
| 3     | Cameroun   | 3  | 2      | 7      | 12    |
| 4     | Tunisie    | 3  | 2      | 3      | 8     |
| 5     | Algérie    | 1  | 3      | 0      | 4     |
| 6     | Seychelles | 1  | 0      | 0      | 1     |
| 7     | Nigeria    | 0  | 4      | 2      | 6     |
| 8     | Maroc      | 0  | 1      | 2      | 3     |
| 9     | Maurice    | 0  | 1      | 0      | 1     |
| -     | Sénégal    | 0  | 1      | 0      | 1     |
| 11    | Angola     | 0  | 0      | 1      | 1     |
| -     | Madagascar | 0  | 0      | 1      | 1     |
| Total | Total      | 21 | 21     | 21     | 63    |

## Titres de meilleure joueuse
Voici la liste de tous les meilleures joueuses (MVP) de chaque édition :
| Année | Meilleure joueuse          |
| ----- | -------------------------- |
| 2013  | Mercy Moim                 |
| 2015  | Everline Makuto            |
| 2017  | Laetitia Moma Bassoko      |
| 2019  | Laetitia Moma Bassoko      |
| 2021  | Christelle Tchoudjang Nana |
| 2023  | Sharon Chepchumba          |